# Норман Наймарк
Норман Наймарк (англ. Norman M. Naimark, нар. 1944) — американський історик, професор Стенфордського університету.

## Біографія
Норман М. Наймарк був професором історії в Бостонському університеті й дослідником у Центрі дослідження Росії Гарвардського університету. Приєднався до професорського складу Стенфорда 1988 року.
Провідний фахівець з історії радянської доби. Коло наукових інтересів — постання більшовизму, виникнення комуністичних режимів у Східній Європі, націоналізм в СРСР, роль Східної Європи у Другій світовій війні, російські та польські революційні рухи, етнічні чистки та геноцид.

## Творчий доробок
Опублікував книжки «Геноциди Сталіна» (2010) та «Вірменський геноцид: нові дослідження, нове розуміння» (2010). Новаторські дослідження «Росіяни в Німеччині: Історія радянської окупаційної зони, 1945—1949» (1995) та «Вогонь ненависті: Етнічні чистки в Європі у XX столітті» (2001).
Працює над темою «Сталін і Європа, 1945—1953» в Американській академії в Берліні.